# 成長小說
成長小說又稱教育小说或教養小說（德語：Bildungsroman），是在启蒙运动时期的德国产生的一种小说的形式，以一位——通常是年轻人的——主人公的成长、发展经历为主题。这位主人公以理想化的方式达到了当时人们对于一个受过教化的人的理想。

## 基本特点

### 内容和形式的基本结构
成長小說描述的是一个中心人物对世界上的种种事情的深入研究。因此，在形式上，成長小說既像描写人物的小说，又像描写环境的小说。主要的角色，即主人公经历了一段成长、发展的历程；这段历程取决于他个人同世界上的种种事情，即他周围的环境，的关系。所有的事情大都发生在主人公的青少年阶段，而叙述时间可能延伸数年，甚至经常是数十年。因此，成長小說中有一些传记的成分。

### 与启蒙运动的教化概念的关系
在上述的成长、发展的过程中——不同于纯粹的发展小说——（历史的）教化概念起到了核心的作用。从启蒙运动和狂飙突进运动时期开始，“教化”的概念指的是脱离国家和社会的规范的、个人的、针对一个更高、更积极的目标的个体发展。此外，这个概念还包含了理性的构建和民族性格的构建。历史的教化概念的另一个特征是对外界影响的反应，以及对现有天赋的发展。每一本真正的成長小說都和这个概念有关。

### 作者、主角和读者之间的教化关系
“教化”不应该仅仅是成長小說的主题，而且要对读者产生作用。就像一篇有教育意义的启蒙小说，成長小說通过一位自信的叙述者的在传道授业方面的优势，证明他在教化方面胜于主人公和读者。这位保持距离的、通常嘲讽的叙述者才是主角和读者以外的教化关系中的主要角色，这种教化关系是他和主角及读者建立的，它被称为教化的历史。

## 内容和结构的特别之处

### 常见的三段结构
成長小說的结构经常是三段式的，模式是：“青少年年代-漫游年代-师傅年代”，比如在歌德的《威廉·麥斯特的學徒歲月》中就是如此，这本书一直被当成德国成長小說的典范和模板。但是并非所有的成長小说都采用三段式的模式。

### 主人公和环境的对立
成長小說的主人公在开始时与他所处的环境截然对立。当他还年轻、天真、充满理想的时候，他反对一个冷漠的、现实的世界，在这个世界上只有少数的事情能按他的想法实现。这是一个充满理想的灵魂和与之相反的现实世界的决裂。结果就是双方都不理解彼此、拒绝彼此。

### 主人公获得具体的经验
主人公和他的环境的这种关系使他的发展、他的教化开始了。主人公在他的环境里获得了具体的经验，这让他逐渐成长和成熟起来。小说表现了他“在快乐的晨光中踏入了生活，寻找与自己相似的灵魂，遇到了友谊，爱情，正如他陷入了与残酷的现实的战斗，所以，他因多种多样的人生经历而成熟起来。”

### 以主人公和世界的和解为结果
这样的发展以和环境的和谐的平衡状态而结束。上述的主人公的变化过程导致了他对自己和世界的清楚认识。主人公和世界和解了，并且在世界中找到了自己的位置，比如获得了一份工作，并成了一个世俗的人，和其他的人一样。由此，他成了他过去非常鄙视的世界的一部分。

### 主人公在重要时刻的回顾
成長小说的另一个特征是在重要时刻，“发展的关键时刻”，插入主角的回顾和反思。这首先可以把小说分成不同部分，其次可以使发展的过程更清晰：它将发展的各个阶段分开，并且结束各个阶段。

## 例子
歌德的小说《威廉·麥斯特的學徒歲月》是第一部成長小说。但是主人公追求的是一种贵族的教化理想（身体和精神的均衡教育），而否认自己的平民出身。被歌德称为“小兄弟”的莫利茨以自传性的小说《Anton Reiser》（1785年-1790年）提供了一个失败的教化过程的例子，这本小说以“反面教育小说”的身份进入了文学史。
古斯塔夫·弗雷塔克的小说《借方和贷方》（Soll und Haben）是一部典范性的成長小说。
文学价值比较高的成長小說大多是那些描述失败了的主人公的小说，如凯勒的小说《绿衣亨利》；或是那些描述成问题的教育目的的小说，如施蒂夫特的小说《夏日般的初秋》（Nachsommer）。
《大卫·科波菲尔》（1849年）是查尔斯·狄更斯的著名伪自传式成長小說。
托马斯·曼在《魔山》（1924年）中，在年轻的主人公尚未沉湎于所有教育带来的不自然和参与第一次世界大战之前，将西方世界的文化史摆在了主人公的面前。在《伪君子菲利科斯·克鲁尔的自白》（1922年/1954年）中，成長小說和流浪汉小说被结合到了一起。
一部与成長小說的传统紧密联系的现代成長小說是彼得·汉德克的作品《短信长离别》（Der Kurze Brief zum langen Abschied）。